# Sherborne
Sherborne és un municipi del Regne Unit, situat al nord-oest del comtat de Dorset (Anglaterra). Pel seu territori passa el riu Yeo, ja que està a tocant de la vall de Blackmore. La ciutat data de l'època anglosaxona i conserva diversos edificis històrics.

## Història
Aquesta ciutat s'anomenava antigament Scir Burne que en l'idioma anglosaxó vol dir «corrent d'aigües clares» i així consta escrit en el Domesday Book.
Sherborne va ser la capital de Wessex, un dels set regnes saxons d'Anglaterra. L'any 705 la diòcesi es va dividir en dos: Sherborne i Winchester. El rei Ine va fundar un monestir (Sherbornne Abbey) i va nomenar abat a sant Aldhelm, que fou el primer bisbe de Sherborne. El rei Alfred el Gran i els seus germans grans, Ethelbert i Ethelbald estan enterrats en l'església d'aquesta abadia. La seu bisbal es va traslladar el 1075 a Old Sarum i el monestir de Sherborne va adoptar l'orde benedictí. Al segle xv l'església va patir un incendi a causa de tensions entre els vilatans i els monjos, però es va reconstruir entre els anys 1425 i 1504 aprofitant alguns elements estructurals de l'època normanda. El 1539, amb l'abolició dels monestirs decretada per Enric VIII, l'abadia i les terres circumdants van passar a ser propietat de sir John Horsey, el qual en va deixar només l'església.
Sherborne va ser la capital d'un hundred durant diversos segles.
Al segle xii, Roger de Caen, bisbe de Salisbury i canceller d'Anglaterra es va fer construir un palau fortificat a Sherborne. Aquesta fortalesa va ser destruïda el 1645 pel general Fairfax, i pertany actualment al patrimoni nacional (English Heritage). El 1594 sir Walter Raleigh es va fer construir una mansió en els terrenys de l'antic palau bisbal i actualment s'anomena castell de Sherborne.
Sherborne va tenir un resident famós, el capità Christopher Levett, nadiu de Yorkshire, que fou nomenat guardià dels reials boscos de Somersetshire. Aquest capità va venir a viure a Sherborne quan va tornar dels seus viatges com a explorador de Nova Anglaterra.

## Educació

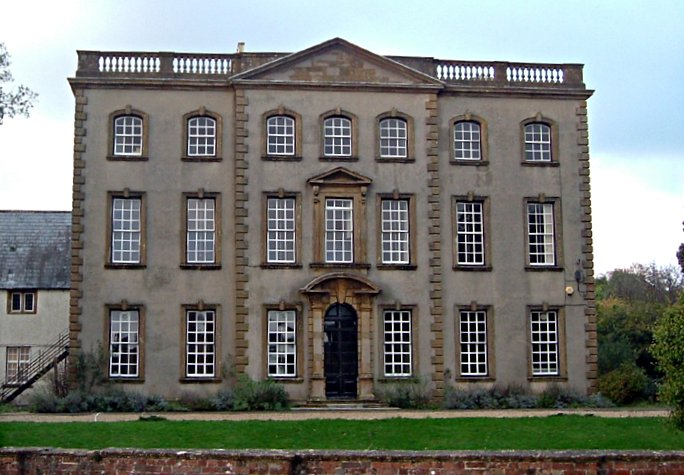
Sherborne House, actual Escola Digby.

A Sherborne hi ha escola des dels temps d'Alfred el Gran, que va ser educat aquí i que probablement estava dirigida pels monjos. L'escola de Sherborn es va refundar el 1550 amb el nom de King Edward's grammar school aprofitant alguns dels edificis de l'antic monestir. Aquesta escola és encara avui dia una de les institucions educatives autònomes de més nivell. Alguns dels alumnes famosos que van estar en aquesta escola són: Alan Turing, Jeremy Irons, Chris Martin, John le Carré, John Cowper Powys.
Fins al 1992 van haver dues escoles més d'ensenyament primari: Foster's School for Boys i Lord Digby's School for Girls, ambdues es van unir per formar la Gryphon School. Altres centres educatius del municipi són: Sherborne Abbey Primary School, Sherborne Prep, Sherborne Girls and Leweston School, Sherborne International caters to international students.

## Edificis històrics
- L'asil de sant Joan Baptista

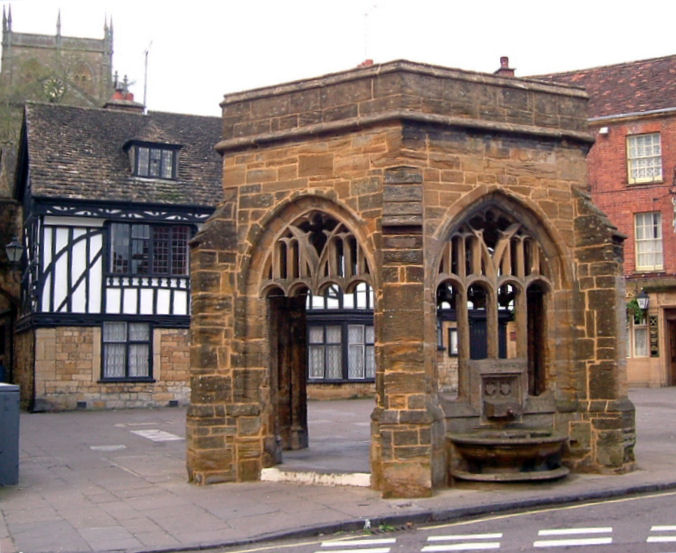
The Conduit

- L'asil de sant Joan Evangelista, del 1438 amb una ampliació en època victoriana
- L'hospici de sant Julià
- Sherborne House, de l'arquitecte Benjamin Bastard, actualment una escola
- La font anomenada The Conduit

## Medi ambient
Sherborne va ser designada ciutat pilot per portar a terme estudis mediambientals i s'han posat en marxa diversos projectes per veure la reacció dels ciutadans envers el canvi climàtic o la substitució dels combustibles derivats del petroli per altres fonts d'energia.
Al nord del territori municipal hi ha una reserva natural anomenada Quarr Local Nature Reserve, que inclou una antiga pedrera en desús.

## Agermanaments
Sherborne és membre fundador de l'associació Douzelage i manté relacions d'agermanament amb 23 ciutats:
| - Altea (Comunitat Valenciana) - Bellagio (Itàlia) - Bad Kötzting (Alemanya) - Bundoran (República d'Irlanda) - Granville (França) - Holstebro (Dinamarca) - Houffalize (Bèlgica) - Meerssen (Països Baixos) - Niederanven (Luxemburg) - Preveza (Grècia) - Sesimbra (Portugal) | - Karkkila (Finlàndia) - Oxelösund (Suècia) - Judenburg (Àustria) - Chojna (Polònia) - Kőszeg (Hongria) - Sigulda (Letònia) - Sušice (República Txeca) - Türi (Estònia) - Zvolen (Eslovàquia) - Prienai (Lituània) - Marsaskala (Malta) - Siret (Romania) |

A Toronto (Canadà) hi ha un carrer i una estació de metro que porten el nom de Sherborne perquè va ser el lloc de naixement del polític Thomas Ridout.